# Горбани (Харьков)
Горбани́ (до революции Гробли, до ВОВ хутор Горбачёв) (укр. Горбані) — бывшее село, с 2012 историческая местность Харькова, находящаяся в составе Фрунзенского района города.
До того входило в Пономаренковский сельский совет Харьковского района Харьковской области.
Код КОАТУУ — 6325183003. Население по переписи 2001 года составляло 191 (92/99 м/ж) человека.

## Географическое положение
Историческая местность Горбани расположена на правом берегу небольшой речки Жихорец (Мокрый Жихарь) между посёлками Герцена, ХТЗ, Новозападным и Павленки.
Ниже по течению находится село Павленки (Харьковская область), на противоположном берегу — бывшее село Чунухи (б. хутор Чунихин).
К району примыкают проспект Героев Сталинграда и улица Ньютона.
В черте города с 2012 года.

## История
- Конец XVIII либо начало XIX века (до 1860-х) — дата основания хутора Гробли на правом (западном) склоне балки Жихорец. В середине XIX века на востоке от данного хутора, на возвышенности между ярами Мокрый Жихарь и Золотарёв, находилась мельница Гробли.[5]
- 1917 — официальная дата основания Пономаренковского сельсовета, куда входили хутора Гробли (позднее Горбачёв) и Чинухи (Чунихин); к дате основания села не имеет отношения.
- В 1940 году, перед ВОВ, на хуторе Горбачёв на правом берегу реки Жихорец (Жихарь) было 14 дворов;[2] на соседнем хуторе Чунихин на левом берегу Жихорца было 11 дворов и совхоз, располагавшийся между этими двумя хуторами.[9]
- Согласно постановлению ВР «Про смену и установление границ Харькова, Дергачёвского и Харьковского районов Харьковськой области» от 6 сентября 2012 года № 5215-VI село было включено в городскую черту Харькова.[10]
- 24 января 2013 года Пономаренковский сельский совет исключил из своего состава данное село.[10]
- 5 марта 2013 года Харьковский областной совет исключил из учётных данных сёла Горбани, Павленки и Федорцы.[10]

## Происхождение названия
Первоначально название произошло от фамилии владельца хутора — Горбачёва.
Гробли означают по-малороссийски как бугры (насыпи), так и рвы, и мощёные плотины (польск. grobla) — насыпь, плотина; термин, применявшийся в русских летописях
На территории современной Польши имеется около десяти деревень с названием Гробля.
Горбани могут означать то же, что гробли — бугры, горбы. Древнепрусское слово garbis имеет значение «гора».
На территории современной Украины имеются три населённых пункта с названием Горбани.